# 1999 Super Deluxe
1999 Super Deluxe ist eine überarbeitete Neuauflage von Prince’ fünftem Studioalbum 1999, die postum am 29. November 2019 bei dem Label NPG Records / Warner Bros. Records veröffentlicht wurde. Die Neuauflage erschien als Fünffach-CD-Album mit 65 Songs, die Prince bereits im Zeitraum von 1981 bis 1983 aufnahm und alle arrangierte, komponierte und produzierte. 24 dieser Songs sind zuvor unveröffentlichte Studioversionen.
Außerdem ist ein Livekonzert vom 30. November 1982 aus dem Masonic Temple in Detroit von der 1999-Tour auf CD zu hören. Zudem enthält die Super-Deluxe-Edition eine Live-DVD von dem 1999-Konzert am 29. Dezember 1982 im The Summit in Houston in Texas.
Die Musik der zuvor unveröffentlichten Songs zählt zu den Genres Contemporary R&B, Elektronische Tanzmusik, Funk, Pop, Rock und Rockabilly, die Liedtexte handeln von Liebe, Spiritualität, Sex und Wollust. Als Gastmusiker wirken Lisa Coleman und Morris Day mit. Musikkritiker bewerteten 1999 Super Deluxe hervorragend.
Das kommerziell erfolgreiche Originalalbum erschien ursprünglich im Oktober 1982 als Doppelalbum; alle Songs wurden im Jahr 2019 digital nachbearbeitet und sind auf der Neuauflage zu hören. In den internationalen Hitparaden wurde 1999 Super Deluxe nicht separat gelistet; die Verkaufszahlen wurden zum Originalalbum hinzugefügt, sodass dieses als „Wiedereinstieg“ geführt wurde.

## Entstehung
Das Originalalbum 1999 stellte Prince am 14. August 1982 im Tonstudio Sunset Sound in Los Angeles in Kalifornien fertig und wurde am 27. Oktober 1982 als Doppelalbum auf Schallplatte von dem Musiklabel Warner Bros. Records herausgebracht. 1999 gehört mit Purple Rain und Diamonds and Pearls zu Prince’ drei kommerziell erfolgreichsten Alben in seiner Karriere. Am 10. September 2019 kündigte The Prince Estate („Der Prince-Nachlass“) an, Ende November eine überarbeitete Ausgabe vom Album 1999 veröffentlichen zu wollen.

### AufnahmenVault, Part 1(November 1981 bis April 1982)

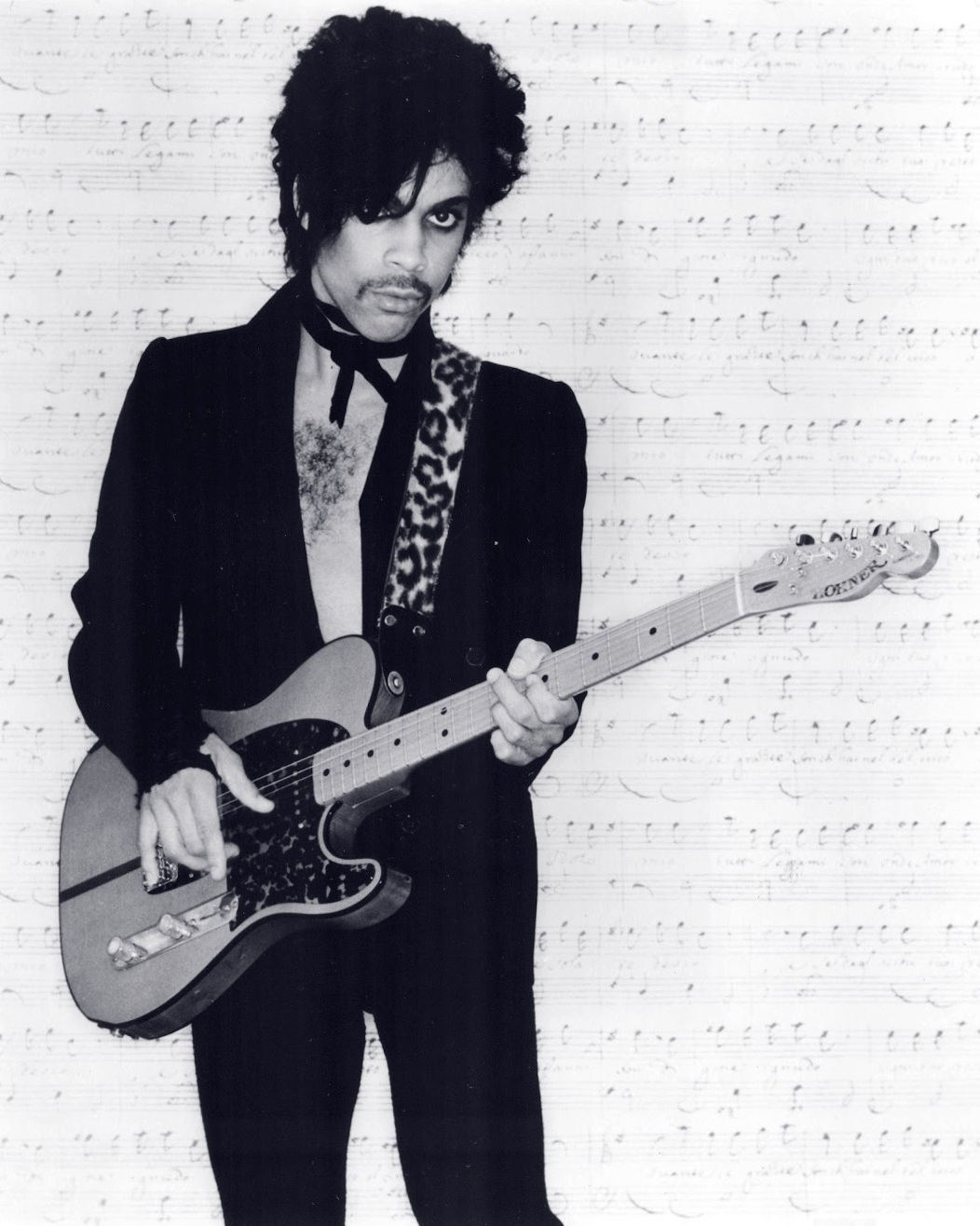
Prince, 1981

1. Feel U Up
2. Irresistible Bitch
3. Money Don’t Grow on Trees
4. Vagina
5. Rearrange
Im Januar 1981 wohnte Prince in einem Haus in Chanhassen in Minnesota, in dem er ein Heimstudio mit Namen Kiowa Trail Home Studio installierte. Dort nahm er vermutlich im November 1981 die beiden Songs Feel U Up und Irresistible Bitch auf, die er direkt hintereinander einspielte. Die Versionen auf 1999 Super Deluxe waren zuvor unveröffentlicht, aber überarbeitete Versionen brachte Prince später heraus. Zudem spielte er wahrscheinlich auch die beiden Stücke Money Don’t Grow on Trees und Vagina ein, wobei er Vagina ursprünglich auf dem Debütalbum seines Nebenprojekts The Hookers platzierte, eine von ihm gegründete Girlgroup, die er später in Vanity 6 umbenannte. Den Song veröffentlichte Prince letztendlich aber nicht. Rearrange nahm er am 8. Dezember 1981 im Tonstudio Sunset Sound in Los Angeles auf, das er zuvor gemietet hatte.[2][3]
6. You’re All I Want
7. Bold Generation
8. International Lover (Take 1, Live in Studio)
9. Colleen
10. Turn It Up
Während einer dreiwöchigen Pause seiner Controversy-Tour mietete Prince erneut das Sunset Sound und spielte am 11. Januar 1982 You’re All I Want ein. Der 11. Januar ist der Geburtstag seiner ihm damals assistierenden Toningenieurin Peggy McCreary, die nicht darüber begeistert war, dass Prince ausgerechnet an ihrem Geburtstag Songs aufnehmen wollte. „Damals wollte ich an meinem Geburtstag frei haben“, sagte sie. Nach zwölf Stunden Arbeit erstellte sie für ihn eine Kompaktkassette mit dem Song. Prince habe dann in der Tür gestanden, ihr die Kassette zugeworfen und „Happy Birthday“ gesagt. Im Nachhinein meinte McCreary: „Ich habe einen unveröffentlichten Prince-Song. Für ihn war das eines der größten Geschenke, die er mir je geben konnte.“ Er habe aber niemals gefragt, ob sie das Stück mochte. „So war er eben“, meinte sie. Später überarbeitete Prince den Song und benannte ihn 1991 in U’re All I Want und 2000 in U’re All Eye Want um, veröffentlichte beide Versionen aber nicht.[4][5]
Am 12. Januar 1982 nahm Prince das Stück Bold Generation auf, das er ursprünglich auf dem Album What Time Is It? von The Time platzierte, strich es aber später von der Tracklist. Ende 1989 überarbeitete er den Song und benannte ihn New Power Generation um, den er auf seinem Album Graffiti Bridge (1990) veröffentlichte. Am 14. Januar spielte er International Lover (Take 1, Live in Studio) ein, am 15. Januar das Instrumentalstück Colleen und am 19. Januar Turn It Up.[6] Anschließend führte Prince seine Controversy-Tour fort und beendete diese am 14. März 1982 im Riverfront Coliseum in Cincinnati in Ohio.
11. If It’ll Make U Happy
12. Something in the Water (Does Note Compute) (Original Version)
13. How Come U Don’t Call Me Anymore? (Take 2, Live in Studio)
Nach Beendigung der Controversy-Tour arbeitete Prince wieder im Sunset Sound und spielte am 6. April 1982 das Stück If It’ll Make U Happy ein. Am 28. April nahm er die beiden Tracks Something in the Water (Does Note Compute) (Original Version) und How Come U Don’t Call Me Anymore? (Take 2, Live in Studio) und auf.[6]

### AufnahmenVault, Part 2(Mai 1982 bis Januar 1983)
1. Delirious (Full Length)
2. Possessed (1982 Version)
3. Purple Music
4. Yah, You Know
Im Mai 1982 nahm Prince drei Songs auf; am 9. Mai Delirious (Full Length) im Sunset Sound und am 22. Mai die beiden Stücke Possessed (1982 Version) sowie Purple Music im Kiowa Trail Home Studio. Eine überarbeitete Version von Possessed (1982 Version) ist auf dem Album Purple Rain Deluxe (2017) zu finden. Das Stück Purple Music veröffentlichte Prince zu Lebzeiten zwar nicht, spielte es aber regelmäßig auf seiner letzten Tournee im Jahr 2016 mit Namen „Piano & A Microphone“, wobei er es in Welcome 2 the Freedom Galaxy umbenannte. Außerdem nahm Prince am 5. Juni 1982 Yah, You Know im Kiowa Trail Home Studio auf.[7]
5. Moonbeam Levels
6. No Call U
7. Do Yourself a Favor
Drei weitere Songs spielte Prince im Sommer 1982 ein; am 6. Juli Moonbeam Levels im Sunset Sound und am 23. Juli No Call U im Kiowa Trail Home Studio.[6][8] Zudem nahm er im Sommer 1982 mit Do Yourself a Favor einen weiteren Song im Kiowa Trail Home Studio auf, der auf dem Stück If You See Me basiert. Dieses hatte er als 17-jähriger bereits am 4. Dezember 1975 in den Cookhouse Studios in Minneapolis aufgenommen. Damals arbeitete Prince als Studiomusiker für den Musiker Pepé Willie (* 22. Juli 1948; † 1. Juni 2025) und spielte Gitarre für die von Willie gegründete Band mit Namen 94 East.[9]
8. Can’t Stop This Feeling I Got
9. Don’t Let Him Fool Ya
10. Teacher, Teacher
Die drei Songs Can’t Stop This Feeling I Got, Don’t Let Him Fool Ya und Teacher, Teacher nahm Prince alle im Herbst 1982 im Kiowa Trail Home Studio auf, wobei das jeweilige Aufnahmedatum öffentlich nicht bekannt ist. Eine überarbeitete Version von Teacher, Teacher platzierte er ursprünglich im April 1986 auf sein nicht veröffentlichtes Album Dream Factory, die aber auf dem im Jahr 2020 herausgebrachten Album Sign o’ the Times Super Deluxe zu hören ist.[6]
11. Lady Cab Driver / I Wanna Be Your Lover / Head / Little Red Corvette (Tour Demo)
Im Januar 1983 legte Prince eine vierwöchige Pause seiner laufenden 1999-Tour ein und nahm am 19. Januar im Lakeland Civic Center in Lakeland in Florida das Medley Lady Cab Driver / I Wanna Be Your Lover / Head / Little Red Corvette (Tour Demo) auf, das er gezielt als Intro für den zweiten Abschnitt seiner Tournee ab dem 1. Februar 1983 einspielte.[10]

## Gestaltung des Covers
1999 Super Deluxe enthält fünf CDs und eine DVD, die sich jeweils in separat aufklappbaren Papphüllen befinden. Die insgesamt sechs Papphüllen besitzen jeweils ein eigenes Cover und sind zusammen in einer CD-Box integriert.
Das Booklet besteht aus 52 Seiten und die Liner Notes verfassten folgende vier Personen:
- Andrea Swensson (* 1983), US-amerikanische Autorin, Musikjournalistin und Radiomoderatorin in Minnesota
- David Fricke (* 1952), US-amerikanischer Musikjournalist und damals leitender Redakteur des US-Musikmagazins Rolling Stone
- Duane Tudahl (* 1970), seit Anfang der 1990er Jahre in der US-Unterhaltungsindustrie tätig und Autor von Prince-Büchern
- Duff McKagan (* 1964), Bassist von Guns N’ Roses

Außerdem sind im Booklet Prince’ handgeschriebene Liedtexte zu den meisten Songs auf 1999 Super Deluxe abgedruckt sowie Bilder von den analogen Bandspulen im Archiv zu sehen. Die Prince-Fotos machte der aus Minneapolis stammende Fotograf Allen Beaulieu (* 1952), der von 1980 bis 1983 mit ihm zusammenarbeitete.

## Musik und Liedtexte

### Vault, Part 1
Die Musik von ist eine stilistische Kombination aus den Musikgenres Contemporary R&B, Funk, Pop, Rock und Rockabilly. Zudem setzt Prince Synthesizer und den Linn LM-1 als Drumcomputer ein, womit er in Musikgenres wie Electro Funk und Elektronische Tanzmusik vordringt. Außerdem sind auf dem Album Balladen zu hören. Neben seinem charakteristischen Falsettgesang benutzt Prince auch tiefere Stimmlagen. In den Liedtexten widmet er sich Themen wie Liebe, Spiritualität, Sex und Wollust. Als Gastsängerin ist Lisa Coleman zu hören.
1. Feel U Up
2. Irresistible Bitch
Die beiden Songs nahm Prince direkt hintereinander auf und verschmelzen ineinander, eine Pause ist nicht vorhanden. Der Beat und der Rhythmus beider Stücke ähnelt, wobei Feel U Up nicht so funky wie die zuvor veröffentlichte Version aus dem Jahr 1989 wirkt. Der Liedtext handelt von Wollust und Prince erklärt, es geht nur „um körperliche Anziehung“. Er ist an der weiblichen Protagonisten im Song gefühlsmäßig aber so unbeteiligt, dass er sogar einen „One-Night-Stand“ als übertriebene Verpflichtung empfindet; alles, was er tun möchte, ist „sie zu befummeln“. Irresistible Bitch erinnert zuweilen an das Genre Elektronische Popmusik und den Liedtext singt Prince in einer heiser wirkenden Stimmlage, der von sexueller Verführung handelt; er hat zwar eine feste Freundin, trifft sich aber heimlich mit einer „unwiderstehlichen Schlampe“, von deren „Art zu reden“ und zu küssen er fasziniert ist.[6][11][12]
3. Money Don’t Grow on Trees
Das fröhlich unter muntere Stück ist aus dem Bereich Pop und R&B. Im Liedtext wird Prince von seiner Mutter dazu animiert, hart zu arbeiten, weil „Geld nicht auf Bäumen wächst“. Deswegen soll er von „9 bis 17 Uhr“ arbeiten, es sei denn, er könne „wie Fred Astaire tanzen“, was aber nicht der Fall ist.
4. Vagina
Der Song stammt aus dem Genre Rock, wobei Prince’ Gitarrenspiel dominiert, das von Handclaps begleitet wird. Der Liedtext beschäftigt sich mit einer Protagonistin, die „Vagina“ heißt und „Halbjunge, Halbmädchen – das Beste aus beiden Welten“ ist. Über den von Prince im Falsett gesungenen Song sagte Toningenieur David Z. Rivkin (* 1953), dessen jüngerer Bruder Bobby Schlagzeuger bei The Revolution ist, folgendes: „Es war nicht einmal suggestiv, es war ein obszönes Lied“. Als Prince im Jahr 1982 die Sängerin Denise Katrina Matthews für Vanity 6 engagierte, gab er ihr ursprünglich den Künstlernamen „Vagina“. Doch Matthews lehnte diesen Namen ab und wählte stattdessen Vanity (dt. Eitelkeit) als Pseudonym aus.[4]
5. Rearrange
Den E-Gitarre-lastigen R&B- und Rocksong verglich Toningenieurin Susan Rogers (* 1956) mit dem Stück Purple Music; es sei kein „herausragender“ Song und ähnele Purple Music, nur „viel kürzer“. Im Liedtext von Rearrange vertritt Prince die Meinung, man sollte im Leben offen für Veränderungen sein, „wenn du etwas erreichen willst“. Im Jahr 1988 kreierte er einen Remix, den er aber nicht veröffentlichte.[13]
6. Bold Generation
In dem Funk-Track spielt Morris Day Schlagzeug. Sowohl die Musik als auch der Liedtext ähnelt dem Song New Power Generation aus dem Album Graffiti Bridge (1990) und handelt von „Liebe und Musik machen“, weil dieses „das Einzige ist, wofür es sich zu kämpfen lohnt“. Außerdem soll man seine „alten Ideen begraben“ und offen für Veränderungen im Leben sein.
7. Colleen
Das gitarrenlastige Instrumentalstück benannte Prince nach dem zweiten Vornamen seiner damaligen Toningenieurin Peggy McCreary. Die Wahl des Titelnamens war eine spontane Entscheidung von ihm. Erst als McCreary den ursprünglich namenlosen Song für das Archiv dokumentieren wollte, fragte sie Prince, wie das Stück heiße. Daraufhin wollte er ihren zweiten Vornamen wissen und sagte: „Nenn’ es ‘Colleen’“. Gemäß McCreary sei der Song nie fertig geworden und besaß niemals einen Liedtext.[14]
8. International Lover (Take 1, Live in Studio)
In der R&B-Ballade spielte abermals Morris Day Schlagzeug ein, das bei dem Song prominent im Vordergrund steht. Im Gegensatz zu der Version auf dem Album 1999 (1982) singt Prince nicht im Falsett und zuweilen entsteht der Eindruck, bei der Aufnahme handle es sich um ein Rehearsal. Der Liedtext ist nahezu identisch mit dem von der zuvor veröffentlichten Version.
9. Turn It Up
Die schnelle von Rockabilly beeinflusste Nummer besteht aus einem einfachen Beat, erzeugt von Drumcomputer und Synthesizer-Bass. Außerdem fügte Prince high-pitched Synthesizerspiel hinzu. Er singt vorwiegend im Falsett und im sexuell anzüglichen Liedtext vergleicht er seinen Körper mit einem Radio; er fleht seine Geliebte „zu kommen“ an und mit seinen „Bedienungselemente“ zu spielen: „Dreh es auf, dreh es auf, Baby, arbeite mit mir wie ein Radio“, lautet der Refrain. Turn It Up erinnert zuweilen an Delirious, weswegen Prince sich dazu entschlossen haben könnte, zu Lebzeiten den Song nicht veröffentlicht zu haben.[13]
10. You’re All I Want
Der schnelle und fröhliche Rocksong im Rockabilly-Stil basiert auf Blues-Elementen. Prince’ Gitarrenspiel dominiert und das Stück ähnelt Horny Toad (1983), der B-Seite von der Single Delirious. Er singt ausschließlich im Falsett und trägt ein immer wiederkehrendes Motiv vor, das als Lead-Synthesizer-Linie für Horny Toad dient. Zudem erinnert das Gitarren-Arrangement und das Schlagzeugspiel von You’re All I Want an den Song Jack U Off (1982) von seinem Album Controversy.[4][5] Im Liedtext ist Prince frisch und glücklich verliebt und kann kaum erwarten, mit seiner neuen Freundin Sex zu haben.
11. Something in the Water (Does Note Compute) (Original Version)
Im Gegensatz zu der zuvor veröffentlichten Version enthält diese Klavierspiel von Prince und einen prominenten E-Bass sowie andere Stimmlagen. Durch sein Klavierspiel ist der Song mehr in Richtung Soul als Funk einzuordnen und besitzt zusätzliche Instrumentalmusik.[11] Der Liedtext blieb unverändert und handelt davon, wie Prince mit dem Schicksal hadert, weil er von einer Frau abgelehnt wird, die er begehrt.
12. If It’ll Make U Happy
Das Stück ist aus dem Bereich Popmusik und besitzt Einflüsse aus dem Genre Reggae. Drei Akkorde wiederholen sich durchweg und ein Synthesizer-Bass spielt drei Noten von Anfang bis Ende. Im Liedtext bedauert Prince, seine Freundin verlassen zu haben. Aber wenn sie zu ihm zurückkehren würde, ist er bereit, sein Leben zu ändern und beruhigt sie mit „Ich liebe dich wirklich, Baby, egal was deine Freunde sagen“.[15]
13. How Come U Don’t Call Me Anymore? (Take 2, Live in Studio)
Der ebenfalls in einer anderen Version zuvor veröffentlichte Song ist eine R&B-Ballade, die Prince ausschließlich auf dem Klavier spielt. Der Song nimmt um eine wiederholte Folge von vier Akkorden Gestalt an, wobei ein kurzer Refrain hinzugefügt wird. Prince’ mehrspurige Gesangsharmonie im Refrain erzeugt eine Gospel-ähnliche Stimmung. Im Liedtext schildert er eine für ihn typische Situation; er ist noch immer in eine Frau verliebt, die ihn aber verlassen hat. Einen Grund zur Trennung gab es aus seiner Sicht nicht, was die missliche Lage für ihn umso ungerechter und seine Treue ergreifender macht. Gegen Ende des Songs fällt Prince auf die Knie und fleht, die Frau soll zu ihm zurückkehren, was er mit klagenden Kommentaren wie „warum um alles in der Welt kannst du nicht einfach den Telefonhörer abnehmen?“ und es kostet lediglich einen „lausiger Cent“ untermauert.[16]

### Vault, Part 2
1. Possessed (1982 Version)
Im Vergleich zu Possessed (1983 Version), 2017 auf Purple Rain Deluxe veröffentlicht, wirkt Possessed (1982 Version) melodischer. Der Song ist ebenfalls aus den Genres Elektronische Tanzmusik und Electro Funk und besitzt ein Synthesizer-Leitmotiv, das immer wiederkehrt. Der Liedtext ist identisch und handelt, für Prince in den 1980er Jahren typisch, von einer jungen Frau; er ist von ihr besessen („possessed“) und kann ihr nicht widerstehen.[17]
2. Delirious (Full Length)
Da die Version längere Instrumentalparts enthält, ist sie zwei Minuten länger als die auf dem Album 1999 von 1982. Ansonsten sind beide Songs im Wesentlichen identisch und besitzen Einflüsse von Rock ’n’ Roll und Rockabilly. Auch der Liedtext unterscheidet sich nicht, worin Prince eine junge Frau begehrt, die er sexuell nicht widerstehen kann.
3. Purple Music
Die monotone Up-tempo-Nummer basiert auf einem Linn LM-1-Drumcomputer sowie auf einem Synthesizer-Bass. Eine abgehackt gespielte Rhythmusgitarre verleiht der von Synthesizern dominierten Textur Würze. Den Begriff „Purple Music“ benutzt Prince als Metapher für seine eigene Musik und der Liedtext besitzt eine Anti-Drogen-Message; er vergleicht seine Musik mit der Wirkung von Drogen und singt im Refrain: „Don’t need no reefer, don’t need cocaine. Purple Music does the same to my brain, and I’m high, so high“ („Ich brauche keinen Joint, kein Kokain. Purple Music macht dasselbe mit meinem Gehirn, und ich bin high, so high“). Prince’ Stimme ist elektronisch manipuliert, um den Eindruck zu erwecken, er sei von seiner eigenen Musik tatsächlich high geworden.[13]
4. Yah, You Know
Das schwungvolle Stück bezeichnete Saxofonist Eric Leeds als „einen niedlichen, aber kitschigen mid-tempo-Song“ und Toningenieurin Susan Rogers beschrieb es als „schneller, funky Jam“. Außerdem meinte sie, die Ausdrucksweise „Yah, You Know“ würden Leute immer dann sagen, „wenn sie darüber nachdachten, wie toll sie waren“.[18] Im Liedtext ist Prince von einem männlichen Protagonisten genervt, der sein Leben nicht in den Griff bekommt.
5. Moonbeam Levels
Der melodische mid-tempo-Song ist aus dem Genre Rockmusik. Für Prince typisch schildert er den zuweilen spirituell angehauchten Liedtext aus der Sichtweise eines männlichen Protagonisten; dieser hat seine Freundin in einem „Regensturm“ verloren, was für ihn schmerzhaft und traurig war. Von daher wünscht er sich, ihm sollten „Mondstrahl Ebenen“ geschickt werden, damit er „einen besseren Platz zum Sterben“ finden kann. Inmitten des Liedtextes lässt Prince dem Protagonisten aber eine Wendung zukommen; er möchte „all die guten Dinge wiederholen, die er schon einmal getan hat“ und „für die perfekte Liebe kämpfen“. Am Ende des Songs beschließt der Protagonist, nicht sterben zu wollen. Im Jahr 1992 komponierte Prince den Song 3 Chains o’ Gold, der zum Teil auf Strophen von Moonbeam Levels basiert.[19] 3 Chains o’ Gold ist auf seinem Album Love Symbol zu finden.
6. No Call U
Der aus dem Genre Rockabilly stammende Song erinnert zuweilen an Turn It Up; Synthesizer-Bass und Drumcomputer dominieren. Im Liedtext wartet Prince auf einen Telefonanruf von seiner potenziell neuen Freundin, damit sie ihm bestätigt, er ist für sie der Einzige Mann im Leben. Unter anderem singt er: „Mein Körper will dich anrufen, aber mein Ego sagt, ich muss widerstehen“. Die Textzeile „call your ass up on the phone“ ist auch im Song Irresistible Bitch vorhanden. Prince nahm auch eine Version von No Call U mit dem Gesang von Jill Jones auf, die er aber nicht veröffentlichte.[13]
7. Can’t Stop This Feeling I Got
Die um knapp zwei Minuten kürzere Version unterscheidet sich zuweilen deutlich von der auf Graffiti Bridge (1990); im Gegensatz zu E-Bass und E-Gitarre stehen Schlagzeugspiel und Synthesizer im Vordergrund. Im Liedtext begeht Prince so sehr eine Frau, dass er „nachts nicht schlafen kann“ und sie „nie aus den Augen verlieren“ will. Spirituell angehauchte Passagen besitzt der Liedtext im Gegensatz zu der Graffiti-Bridge-Version nicht.
8. Do Yourself a Favor
Der Song stammt aus dem Bereich Popmusik. Im Liedtext trifft Prince in einem Lokal zufällig seine Ex-Freundin und möchte ihr mit seinem Geld imponieren. Als beide miteinander liiert waren, hatte er kein Geld, aber „das ist jetzt alles anders“. Außerdem enthält der Liedtext eine von Prince humorvoll gesprochene Passage, in der er einen alten Mann mimt; seine Stimme als alter Mann wird als „Jamie-Starr-Stimme“ bezeichnet – Jamie Starr war Anfang der 1980er Jahre ein Pseudonym von Prince, was er damals aber absichtlich dementierte.[11]
9. Don’t Let Him Fool Ya
Der aus dem Genre Funk stammende Song basiert auf einem Arrangement, das auf E-Bass und Schlagzeug fokussiert ist, verziert mit Keyboards und Rhythmusgitarre. Prince singt in dem für ihn typischen Falsettgesang. Im Liedtext wird eine Frau vor einem Mann gewarnt, der nach ihr giert und Reichtum vorgaukelt, den er in Wahrheit gar nicht hat. Zudem fahndet das FBI nach ihm.[15]
10. Teacher, Teacher
Das Stück ist aus dem Bereich Popmusik und besitzt eine markante Melodie. Den zuweilen anzüglichen Liedtext singt Prince aus der Perspektive einer Frau und schildert, wie ein Lehrer ein Schulmädchen begehrt. Der Lehrer bietet ihr bessere Noten als Gegenleistung für Sex an, aber sie interessiert sich nicht mehr dafür und sagt ihm: „Warum sollte ich mich an jemanden gewöhnen, der nicht da ist?“[13] Eine von Prince überarbeitete Version mit Lisa Coleman und Wendy Melvoin ist 2020 auf Sign o’ the Times Super Deluxe platziert worden.
11. Lady Cab Driver / I Wanna Be Your Lover / Head / Little Red Corvette (Tour Demo)
Das Medley komponierte Prince gezielt als Intro für seine 1999-Tour, das er aber nur am 1. Februar 1983 im Lakeland Civic Center in Lakeland über PA-Anlage abspielen ließ. Im Gegensatz zu den anderen Konzerten der 1999-Tour fielen die Kritiken zu diesem Konzert überwiegend negativ aus, weswegen Prince sich dazu entschlossen haben könnte, das Medley nicht mehr auf den folgenden 49 Konzerten zu präsentieren.[10] Das Medley besteht aus einem Zusammenschnitt der jeweiligen Songs, wobei Lady Cab Driver und Little Red Corvette als Instrumentalversionen zu hören sind. I Wanna Be Your Lover ist auf dem Album Prince (1979) zu finden und Head auf Dirty Mind (1980).

## Titelliste und Veröffentlichungen

### Remastered Album / Promo Mixes & B-Sides
| CD-1/1                       | 1999                                                  | Remastered Album      | 6:13 | 1982: 1999                                                             |
| CD-1/2                       | Little Red Corvette                                   | Remastered Album      | 5:03 | 1982: 1999                                                             |
| CD-1/3                       | Delirious                                             | Remastered Album      | 3:59 | 1982: 1999                                                             |
| CD-1/4                       | Let’s Pretend We’re Married                           | Remastered Album      | 7:19 | 1982: 1999                                                             |
| CD-1/5                       | D.M.S.R.                                              | Remastered Album      | 8:17 | 1982: 1999                                                             |
| CD-1/6                       | Automatic                                             | Remastered Album      | 9:26 | 1982: 1999                                                             |
| CD-1/7                       | Something in the Water (Does Not Compute)             | Remastered Album      | 4:01 | 1982: 1999                                                             |
| CD-1/8                       | Free                                                  | Remastered Album      | 5:07 | 1982: 1999                                                             |
| CD-1/9                       | Lady Cab Driver                                       | Remastered Album      | 8:17 | 1982: 1999                                                             |
| CD-1/10                      | All the Critics Love U in New York                    | Remastered Album      | 5:57 | 1982: 1999                                                             |
| CD-1/11                      | International Lover                                   | Remastered Album      | 6:37 | 1982: 1999                                                             |
| CD-2/1                       | 1999 (7″ Stereo Edit)                                 | Promo Mixes & B-Sides | 3:36 | 1982: Vinyl-Single                                                     |
| CD-2/2                       | 1999 (7″ Mono Promo-Only Edit)                        | Promo Mixes & B-Sides | 3:35 | 1982: B-Seite von 1999 (7″ Stereo Edit) (Promo-Single)                 |
| CD-2/3                       | Free (Promo-Only Edit)                                | Promo Mixes & B-Sides | 4:35 | 1982: B-Seite von 1999 (Promo-Maxisingle)                              |
| CD-2/4                       | How Come U Don’t Call Me Anymore?                     | Promo Mixes & B-Sides | 3:54 | 1982: B-Seite von 1999                                                 |
| CD-2/5                       | Little Red Corvette (7″ Edit)                         | Promo Mixes & B-Sides | 3:08 | 1983: Vinyl-Single                                                     |
| CD-2/6                       | All the Critics Love U in New York (7″ Edit)          | Promo Mixes & B-Sides | 3:15 | 1983: B-Seite von Little Red Corvette (US-Single)                      |
| CD-2/7                       | Lady Cab Driver (7″ Edit)                             | Promo Mixes & B-Sides | 5:05 | 1983: B-Seite von Little Red Corvette (UK-Single)                      |
| CD-2/8                       | Little Red Corvette (Dance Remix Promo-Only Edit)     | Promo Mixes & B-Sides | 4:33 | 1983: B-Seite von Little Red Corvette (Edit) (Promo-Single)            |
| CD-2/9                       | Little Red Corvette (Special Dance Mix)               | Promo Mixes & B-Sides | 8:30 | 1983: Vinyl-Maxisingle                                                 |
| CD-2/10                      | Delirious (7″ Edit)                                   | Promo Mixes & B-Sides | 2:38 | 1983: Vinyl-Single                                                     |
| CD-2/11                      | Horny Toad                                            | Promo Mixes & B-Sides | 2:13 | 1983: B-Seite von Delirious                                            |
| CD-2/12                      | Automatic (7″ Edit)                                   | Promo Mixes & B-Sides | 3:39 | 1983: Vinyl-Single                                                     |
| CD-2/13                      | Automatic (Video Version)                             | Promo Mixes & B-Sides | 8:20 | 1983: Musikvideo von Automatic                                         |
| CD-2/14                      | Let’s Pretend We’re Married (7″ Edit)                 | Promo Mixes & B-Sides | 3:44 | 1983: Vinyl-Single                                                     |
| CD-2/15                      | Let’s Pretend We’re Married (7″ Mono Promo-Only Edit) | Promo Mixes & B-Sides | 3:43 | 1983: B-Seite von Let’s Pretend We’re Married (7″ Edit) (Promo-Single) |
| CD-2/16                      | Irresistible Bitch                                    | Promo Mixes & B-Sides | 4:13 | 1983: B-Seite von Let’s Pretend We’re Married                          |
| CD-2/17                      | Let’s Pretend We’re Married (Video Version)           | Promo Mixes & B-Sides | 4:02 | 1983: Musikvideo von Let’s Pretend We’re Married                       |
| CD-2/18                      | D.M.S.R. (Edit)                                       | Promo Mixes & B-Sides | 5:05 | 1984: Soundtrack von Lockere Geschäfte                                 |
| Spieldauer: 148:23 min.      |                                                       |                       |      |                                                                        |
| Autor aller Songs ist Prince |                                                       |                       |      |                                                                        |

1999 Super Deluxe (5 CDs + DVD oder 10 LPs + DVD) wurde am 29. November 2019 und damit 37 Jahre nach dem Originalalbum am 27. Oktober 1982 veröffentlicht. Die Neuauflage kann aber auch als „Remastered Album“ (CD oder Doppel-LP) oder als „Deluxe Edition“ (Doppel-CD oder 4 LPs) käuflich erworben werden.
Die 10 LPs sind nicht, wie bei The Prince Estate sonst üblich, in lilafarbenem Vinyl gepresst; lediglich das „Remastered Album“ der Doppel-LP kann separat in lilafarbenem Vinyl bestellt werden. Ferner enthält das Boxset einen Flyer mit einem Code, um 1999 Super Deluxe kostenlos herunterladen zu können.
Das „Remastered Album“ enthält die elf Songs des Originalalbums, die im Jahr 2019 digital nachbearbeitet wurden. Die CD „Promo Mixes & B-Sides“ enthält 18 Tracks, die sich aus Promo-Tonträger und B-Seiten zusammensetzen. Acht Songs wurden zuvor bereits auf CD veröffentlicht; 1984 wurde D.M.S.R. (Edit) auf dem Soundtrack der US-Filmkomödie Risky Business (Lockere Geschäfte) platziert, die sechs Songs 1999 (7″ Stereo Edit), How Come U Don’t Call Me Anymore?, Little Red Corvette (7″ Edit), Delirious (7″ Edit), Horny Toad und Irresistible Bitch sind beispielsweise auf der Greatest-Hits-Kompilation The Hits/The B-Sides (1993) zu finden und die Maxi-Single von Little Red Corvette (Special Dance Mix) wurde 2006 auf Ultimate veröffentlicht.

### Vault, Part 1 / Vault, Part 2
| CD-3/1                       | Feel U Up                                                                        | 6:41  | Vault, Part 1 |
| CD-3/2                       | Irresistible Bitch                                                               | 4:39  | Vault, Part 1 |
| CD-3/3                       | Money Don’t Grow on Trees                                                        | 4:19  | Vault, Part 1 |
| CD-3/4                       | Vagina                                                                           | 3:28  | Vault, Part 1 |
| CD-3/5                       | Rearrange                                                                        | 6:11  | Vault, Part 1 |
| CD-3/6                       | Bold Generation                                                                  | 5:53  | Vault, Part 1 |
| CD-3/7                       | Colleen (Instrumental)                                                           | 5:29  | Vault, Part 1 |
| CD-3/8                       | International Lover (Take 1, Live in Studio)                                     | 7:19  | Vault, Part 1 |
| CD-3/9                       | Turn It Up                                                                       | 5:23  | Vault, Part 1 |
| CD-3/10                      | You’re All I Want                                                                | 3:00  | Vault, Part 1 |
| CD-3/11                      | Something in the Water (Does Note Compute) (Original Version)                    | 3:59  | Vault, Part 1 |
| CD-3/12                      | If It’ll Make U Happy                                                            | 4:11  | Vault, Part 1 |
| CD-3/13                      | How Come U Don’t Call Me Anymore? (Take 2, Live in Studio)                       | 6:11  | Vault, Part 1 |
| CD-4/1                       | Possessed (1982 Version)                                                         | 8:47  | Vault, Part 2 |
| CD-4/2                       | Delirious (Full Length)                                                          | 5:59  | Vault, Part 2 |
| CD-4/3                       | Purple Music                                                                     | 10:58 | Vault, Part 2 |
| CD-4/4                       | Yah, You Know                                                                    | 3:10  | Vault, Part 2 |
| CD-4/5                       | Moonbeam Levels                                                                  | 4:22  | Vault, Part 2 |
| CD-4/6                       | No Call U                                                                        | 4:29  | Vault, Part 2 |
| CD-4/7                       | Can’t Stop This Feeling I Got                                                    | 2:40  | Vault, Part 2 |
| CD-4/8                       | Do Yourself a Favor                                                              | 9:00  | Vault, Part 2 |
| CD-4/9                       | Don’t Let Him Fool Ya                                                            | 4:34  | Vault, Part 2 |
| CD-4/10                      | Teacher, Teacher                                                                 | 3:36  | Vault, Part 2 |
| CD-4/11                      | Lady Cab Driver / I Wanna Be Your Lover / Head / Little Red Corvette (Tour Demo) | 6:59  | Vault, Part 2 |
| Spieldauer: 131:29 min.      |                                                                                  |       |               |
| Autor aller Songs ist Prince |                                                                                  |       |               |

Neun der 24 Songs waren zuvor in anderen Versionen erschienen; die drei Tracks Delirious, International Lover und Something in the Water (Does Note Compute) platzierte Prince auf dem 1999-Album, das Stück How Come U Don’t Call Me Anymore? dient als B-Seite von der im September 1982 veröffentlichten Single 1999, zudem ist es auf dem im März 1996 herausgebrachten Soundtrack von Girl 6 zu finden. Irresistible Bitch ist die B-Seite von der im November 1983 ausgekoppelten Single Let’s Pretend We’re Married und Possessed konnte erstmals auf der VHS Prince and the Revolution: Live im Juli 1985 gehört werden. Außerdem wurde postum eine Studioversion auf Purple Rain Deluxe (2017) platziert. Feel U Up dient als B-Seite von der im August 1989 veröffentlichten Single Partyman aus dem Album Batman. Eine überarbeitete Version von Can’t Stop This Feeling I Got veröffentlichte Prince im August 1990 auf seinem Album Graffiti Bridge. Das Stück Moonbeam Levels wurde bereits auf der Greatest-Hits-Kompilation 4Ever im Jahr 2016 postum herausgebracht.

### Live in Detroit – November 30, 1982
| 1                            | Controversy                       | 5:41  | 1981: Controversy       |
| 2                            | Let’s Work                        | 5:26  | 1981: Controversy       |
| 3                            | Little Red Corvette               | 4:17  | 1982: 1999              |
| 4                            | Do Me, Baby                       | 7:18  | 1981: Controversy       |
| 5                            | Head                              | 4:12  | 1980: Dirty Mind        |
| 6                            | Uptown                            | 2:54  | 1980: Dirty Mind        |
| 7                            | Interlude                         | 2:15  | 2019: 1999 Super Deluxe |
| 8                            | How Come U Don’t Call Me Anymore? | 7:03  | 1982: B-Seite von 1999  |
| 9                            | Automatic                         | 7:02  | 1982: 1999              |
| 10                           | International Lover               | 8:40  | 1982: 1999              |
| 11                           | 1999                              | 10:24 | 1982: 1999              |
| 12                           | D.M.S.R.                          | 8:02  | 1982: 1999              |
| Spieldauer: 64:40 min.       |                                   |       |                         |
| Autor aller Songs ist Prince |                                   |       |                         |

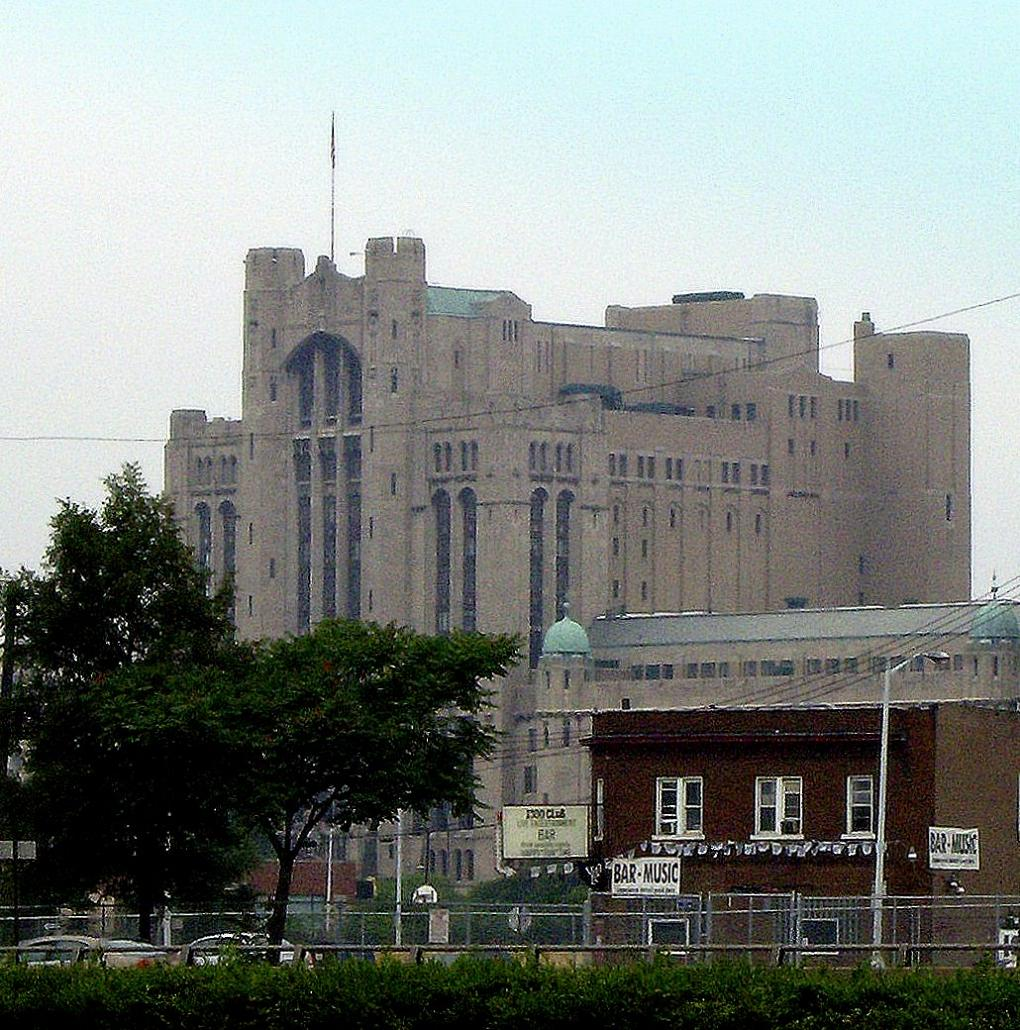
Masonic Temple in Detroit, 2007

Die 1999-Tour begann am 11. November 1982 im Soldiers and Sailors Memorial Auditorium in Chattanooga in Tennessee und endete am 10. April 1983 im UIC-Pavilion in Chicago in Illinois. Die Tournee fand ausschließlich in den USA statt, umfasste 88 Konzerte und spielte zehn Millionen US-Dollar (damals ungefähr 25 Millionen DM) ein.
Das Konzert Live in Detroit – November 30, 1982 gab Prince am 30. November 1982 im Masonic Temple in Detroit in Michigan und war mit 4.322 Zuschauern ausverkauft. Es war das 15. der 88 Konzerte. Track 7 Interlude ist ein Interlude, also ein musikalisches Zwischenspiel, das Lisa Coleman auf dem Keyboard spielt.

### DVD: Live in Houston – December 29, 1982
| 1                            | Controversy                       | 4:54 | 1981: Controversy       |
| 2                            | Let’s Work                        | 5:27 | 1981: Controversy       |
| 3                            | Do Me, Baby                       | 6:35 | 1981: Controversy       |
| 4                            | D.M.S.R.                          | 4:26 | 1982: 1999              |
| 5                            | Keyboard Interlude                | 3:39 | 2019: 1999 Super Deluxe |
| 6                            | Piano Improvisation               | 1:38 | 2019: 1999 Super Deluxe |
| 7                            | How Come U Don’t Call Me Anymore? | 8:14 | 1982: B-Seite von 1999  |
| 8                            | Lady Cab Driver                   | 3:02 | 1982: 1999              |
| 9                            | Automatic                         | 5:44 | 1982: 1999              |
| 10                           | International Lover               | 9:50 | 1982: 1999              |
| 11                           | 1999                              | 8:08 | 1982: 1999              |
| 12                           | Head                              | 6:02 | 1980: Dirty Mind        |
| Spieldauer: 73:21 min.       |                                   |      |                         |
| Autor aller Songs ist Prince |                                   |      |                         |

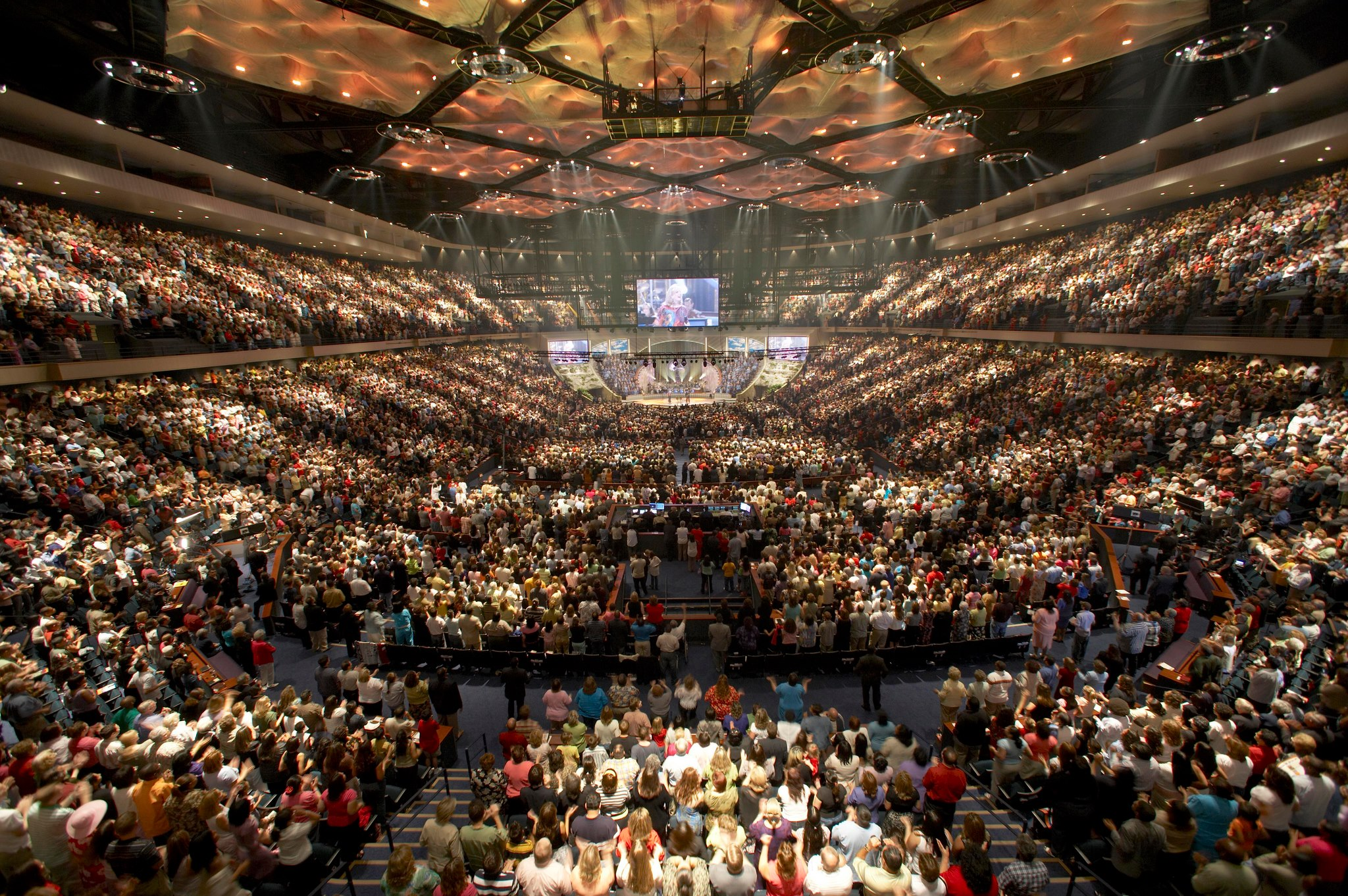
The Summit, seit 2004 als Lakewood Church Central Campus bekannt

Zusätzlich zu den fünf CDs enthält die Super-Deluxe-Edition die DVD Live in Houston – December 29, 1982. Dieses Konzert gab Prince am 29. Dezember 1982 im The Summit in Houston in Texas, das er ebenfalls im Rahmen seiner 1999-Tour absolvierte. Es war das 34. der 88 Konzerte und war mit 11.000 Zuschauern ausverkauft.
Track 5 Keyboard Interlude ist das von Lisa Coleman auf dem Keyboard gespielte Stück, das auf Live in Detroit – November 30, 1982 nur mit Interlude betitelt ist. Track 6 Piano Improvastion dient als Intro für den nachfolgenden Song How Come U Don’t Call Me Anymore? und wird von Prince auf dem Klavier gespielt. Die Setlist der Live-DVD ist repräsentativ für die 1999-Tour.
Prince’ Begleitband bestand während der 1999-Tour aus den folgenden sechs Mitgliedern:
- Bobby Z. (* 9. Januar 1956 als Robert B. Rivkin) – Backing Vocals, Schlagzeug
- Brown Mark (* 8. März 1962 als Mark Brown) – Backing Vocals, E-Bass
- Dez Dickerson (* 7. August 1955 als Desmond D’andrea Dickerson) – Backing Vocals, Gitarre
- Dr. Fink (* 8. Februar 1958 als Matthew Robert Fink) – Backing Vocals, Keyboard
- Jill Jones (* 11. Juli 1962) – Backing Vocals im Song 1999
- Lisa Coleman (* 17. August 1960) – Backing Vocals, Keyboard

Nach Ende der 1999-Tour verließ Dez Dickerson die Band, der von Prince durch Wendy Melvoin ersetzt wurde. Die vier Musiker Bobby Z., Brown Mark, Dr. Fink und Lisa Coleman waren damals wie heute Mitglieder von The Revolution. Jill Jones arbeitete im Laufe der Jahre bis 1989 immer wieder mit Prince zusammen, nahm aber an keinen weiteren Tourneen von ihm teil.

### Singles
Von 1999 Super Deluxe wurden keine Singles ausgekoppelt, aber zwei Songs erschienen bereits vor der Albumveröffentlichung bei verschiedenen Musikstreaming-Anbietern als Download: am 11. Oktober 2019 International Lover (Take 1, Live in Studio) und am 8. November 2019 Don’t Let Him Fool Ya.

### Musikvideos
Es wurde nur zu Don’t Let Him Fool Ya ein Musikvideo produziert. Dieses zeigt lediglich das Albumcover vom Originalalbum als Standbild, aber mit dem Original-Aufkleber vom Masterband des Songs als Don’t Let Him Fool You, datiert vom 28. Juni 1985. Ob Prince an diesem Tag weitere Arbeiten an dem Stück getätigt hatte, ist der Öffentlichkeit nicht bekannt.

### Coverversionen
Von allen Stücken des Originalalbums aus dem Jahr 1982, inklusive der B-Seiten How Come U Don’t Call Me Anymore? und Irresistible Bitch, wurde mindestens eine Coverversion produziert, die Musiker auf einem ihrer jeweiligen Studioalben veröffentlichten. Von den zuvor unveröffentlichten Songs auf 1999 Super Deluxe sind keine Coverversionen bekannt.

## Mitwirkende

### Musiker
Alle Songs wurden von Prince arrangiert, komponiert, produziert und vorgetragen. Zudem spielte er alle Musikinstrumente selbst ein, wobei folgende Personen die Aufnahmen ergänzten:
- Dez Dickerson – Backing Vocals und Gitarre in If It’ll Make U Happy
- Lisa Coleman – Backing Vocals in Delirious (Full Length)
- Morris Day – Schlagzeug in Bold Generation (Uncredited) und International Lover (Take 1, Live in Studio)

### Technisches Personal
- Alex Tenta – Albumdesign, Artdirector
- Allen Beaulieu – Fotografie
- Bernie Grundman – Mastering
- Don Batts – Toningenieur-Assistenz
- Michael Howe – A&R, Archiv-Produzent
- Niko Bolas – Mixing in Can’t Stop This Feeling I Got, Colleen, Feel U Up, How Come U Don’t Call Me Anymore? (Take 2, Live in Studio), International Lover (Take 1, Live in Studio), Irresistible Bitch, Money Don’t Grow On Trees, No Call U, Purple Music, Rearrange, Something in the Water (Does Note Compute) (Original Version), Teacher, Teacher, Turn It Up, Vagina, Yah, You Know, You’re All I Want
- Peggy McCreary – Toningenieur
- Trevor Guy – Albumdesign, Artdirector

### DVD
- Craig Anderson for Craigman Digital – DVD-Erstellung
- David Dieckman for Craigman Digital – Videobearbeitung
- Duane Tudahl – Executive Producer für DVD-Restaurierung
- Niko Bolas – Audio-Verbesserung

## Rezensionen
Die Neuauflage wurde von Musikkritikern ähnlich hoch gelobt wie das Originalalbum im Jahr 1982 und Prince’ Live-Qualitäten wurden als hervorragend bezeichnet. Die Website Metacritic errechnete die höchstmögliche Durchschnittsbewertung von 100 %, basierend auf acht Rezensionen englischsprachiger Medien.
Paul A. Thompson von Pitchfork Media verteilte mit zehn Punkten die Höchstanzahl. Auf der CD Promo Mixes & B-Sides sei eine Vielzahl der Songs „wirklich essentiell“, wie beispielsweise das „kurze, lebhafte“ Stück Horny Toad und die Klavierballade How Come U Don’t Call Me Anymore? Die zuvor unveröffentlichten Tracks wie „das schimmernde“ Money Don’t Grow on Trees oder Rearrange, den Prince gesanglich munter vortrage und dazu „zackig“ E-Gitarre spiele, hob Thompson besonders lobend hervor. Die CD Live in Detroit – November 30, 1982 „strotzt von der Energie, die Prince routinemäßig auf die Bühne brachte.“ Als Fazit schrieb Thompson, das Fünffach-Album liefere das ab, was Boxsets „so gut wie nie tun: den Nervenkitzel der Entdeckung, das Gefühl, dass ein wirklich großartiger Song endlich frei ist“.
Hal Horowitz von dem auf Songwriter spezialisierten US-Magazin American Songwriter gab mit fünf Punkten ebenfalls die Höchstanzahl. Das „ausgedehnte“ Fünffach-Album sammle „wahrscheinlich das gesamte Material“ aus den Jahren 1981 bis 1982 und zeige nicht nur, wie produktiv Prince gewesen sei, sondern auch seine „konsequente Kreativität“. Die zweite CD Promo Mixes & B-Sides enthalte seltene B-Seiten, wie das „hyper-dynamische“ Horny Toad sowie den Song How Come U Don’t Call Me Anymore?, der einer von seinen „emotionalsten Vocals“ besitze. Gemäß Horowitz könnten die beiden CDs Vault, Part 1 und Vault, Part 2 die „aufschlussreichsten und interessantesten“ sein; bei den drei Tracks Feel U Up, Vagina und You’re All that I Want sei Prince „eindeutig in einer verspielten, sexy Stimmung“ gewesen. Die beiden Livekonzerte fingen seine Energie und Intensität ein. Es überrasche aber nicht, dass auf der Neuauflage „viele Wiederholungen“ existierten; beispielsweise könne man den Song 1999 in fünf unterschiedlichen Versionen hören. Meist würden Songs „etwa dreimal dupliziert“, doch „im Sinne der Vollständigkeit ist es ermutigend zu wissen, dass dies letztendlich alles unter einem Titel zusammengefasst“ wurde. Abschließend meinte Horowitz, alle Tracks auf 1999 Super Deluxe, egal ob Studio- oder Liveaufnahme, „bewahren die Kraft und magnetische, manische Dynamik, die vor fast vier Jahrzehnten die Aufmerksamkeit auf sich zog und die nie besser klang“.
Jason Draper von dem britischen Musikmagazin Record Collector gab ebenfalls die Höchstanzahl von fünf Sternen. Die Neuauflage beschrieb er als „druckvollen Remaster, das schon lange überfällig war“ und das Konzert auf der Live-CD sei „zum Glück jetzt erhältlich“. Den Song Vagina bezeichnete er als „einer der bemerkenswertesten Studio-Outtakes“, zudem hob Draper die Versionen von How Come U Don’t Call Me Anymore? (Take 2, Live in Studio) und International Lover (Take 1, Live in Studio) besonders lobend hervor. Letztendlich gebe es bei den zuvor unveröffentlichten Tracks „nichts zu beanstanden“.
Sassan Niasseri von der deutschen Ausgabe des Musikmagazins Rolling Stone gab mit viereinhalb von fünf Sternen fast die Höchstanzahl. Auf der Neuauflage seien viele von den zuvor unveröffentlichten Songs „derart gut“, dass sie Prince später als Albumtracks oder für Nebenprojekte noch „verwenden oder zumindest einplanen konnte“, wie beispielsweise Bold Generation, Can’t Stop This Feeling I Got und Feel U Up. Die CD Promo Mixes & B-Sides bezeichnete Niasseri aber als „Platzverschwendung!“ und vertrat die Meinung, man hätte Songs wie Extraloveable, Lust U Always oder die Klavier-Demo-Version von Raspberry Beret, die Prince alle im Jahr 1982 aufgenommen hatte, platzieren sollen. Dagegen seien die Liveaufnahmen „von unschätzbarem Wert“, was insbesondere die DVD Live in Houston – December 29, 1982 dokumentiere.
Kory Grow von dem US-Musikmagazin Rolling Stone gab ebenfalls viereinhalb von fünf Sternen. Zwar sei Purple Rain (1984) Prince’ meistverkauftes und „wohl bestes Album, aber 1999 war sein wichtigstes“. Die Neuauflage kombiniere das Originalalbum mit zwei zusätzlichen CDs sowie mit „elektrisierenden Liveaufnahmen aus dieser Zeit“ – es sei „wie ein alternatives Universum für das Album“. Die Keyboard-Linie in Feel U Up klinge wie eine Erweiterung des „Synthie-Meisterwerks“ D.M.S.R. und die Versionen von International Lover (Take 1, Live in Studio) und How Come U Don’t Call Me Anymore? (Take 2, Live in Studio) beschrieb Grow als „atemberaubend“, genau wie Prince’ Gitarrensolo in Rearrange. Das Stück Can’t Stop This Feeling I Got sei ein Rocksong mit Farfisa-Orgel-Akzent, und in If It’ll Make U Happy experimentiere er sogar mit dem Genre Reggae. Den Titelnamen Vagina bezeichnete Grow zwar als „bedauerlich“, den Song an sich aber als „Gitarren-Rocker“, der jedoch „perfekt“ in die Dirty Mind (1980) oder Controversy (1981) Ära gepasst hätte. 1999 Super Deluxe enthalte aber auch Tracks wie Possessed (1982 Version), von denen Prince-Fans „schon lange gelesen, aber nie gehört haben“, und in Purple Music singe Prince „als einer der ersten Male“ über seine Lieblingsfarbe Lila. Zwar sei keiner der Bonussongs besser als die auf dem Originalalbum platzierten Songs, aber sie repräsentierten seine damalige „Neugier“, neue und andere Ideen auszuprobieren, „musikalische Themen, die er in den folgenden Jahrzehnten noch erforschen würde“, schrieb Grow. Die Neuauflage stelle „nicht nur das Genie von Prince“ dar, „sondern auch die Breite seiner damaligen Brillanz“.

## Kommerzieller Erfolg

### Chartplatzierungen
Das Originalalbum von 1982 bis 2025
| ChartsChartplatzierungen       | Höchstplatzierung | Wochen |
| ------------------------------ | ----------------- | ------ |
| Deutschland (GfK)              | — (— Wo.)         | —      |
| Österreich (Ö3)                | — (— Wo.)         | —      |
| Schweiz (IFPI)                 | 51 (3 Wo.)        | 3      |
| Vereinigtes Königreich (OCC)   | 28 (25 Wo.)       | 25     |
| Vereinigte Staaten (Billboard) | 7 (162 Wo.)       | 162    |

Wiedereinstieg durch 1999 Super Deluxe im Jahr 2019
| ChartsChartplatzierungen       | Höchstplatzierung | Wochen |
| ------------------------------ | ----------------- | ------ |
| Deutschland (GfK)              | 37 (1 Wo.)        | 1      |
| Österreich (Ö3)                | 72 (1 Wo.)        | 1      |
| Schweiz (IFPI)                 | 26 (1 Wo.)        | 1      |
| Vereinigtes Königreich (OCC)   | 46 (1 Wo.)        | 1      |
| Vereinigte Staaten (Billboard) | 45 (1 Wo.)        | 1      |

### Auszeichnungen für Musikverkäufe
| Land/Region                  | Auszeichnungen für Musikverkäufe (Land/Region, Auszeichnung, Verkäufe) | Verkäufe  |
| ---------------------------- | ---------------------------------------------------------------------- | --------- |
| Kanada (MC)                  | Gold                                                                   | 50.000    |
| Neuseeland (RMNZ)            | Gold                                                                   | 10.000    |
| Vereinigte Staaten (RIAA)    | 4× Platin                                                              | 4.000.000 |
| Vereinigtes Königreich (BPI) | Platin                                                                 | 300.000   |
| Insgesamt                    | 2× Gold · 5× Platin ·                                                  | 4.360.000 |

Hauptartikel: Prince/Auszeichnungen für Musikverkäufe

## Grammy-Nominierung
1999 Super Deluxe wurde bei den Grammy Awards 2021 in der Kategorie „Best Historical Album“ nominiert, gewann aber nicht.